# Kapitalismus und Freiheit
Kapitalismus und Freiheit (Capitalism and Freedom) ist ein Sachbuch des US-amerikanischen Ökonomen Milton Friedman, das ursprünglich 1962 von der University of Chicago Press veröffentlicht wurde und die Rolle des Kapitalismus in der liberalen Gesellschaft diskutiert. Es verkaufte sich in den ersten achtzehn Jahren nach seiner Veröffentlichung über 400.000 Mal und seit 1962 mehr als eine halbe Million Mal. Es wurde in achtzehn Sprachen übersetzt (Stand 2020). Die deutsche Fassung des Buches erschien erstmals 1971 und wurde 2002 neu aufgelegt.
Friedman plädiert in dem Buch für wirtschaftliche Freiheit als Voraussetzung für politische Freiheit und stellt sich der damals vorherrschenden ökonomischen Theorie des Keynesianismus entgegen. Es gilt heute als eines der bedeutendsten wirtschaftspolitischen Werke und erfreut sich besonders großer Beliebtheit unter US-amerikanischen Konservativen und Libertären.

## Kontext
Kapitalismus und Freiheit wurde fast zwei Jahrzehnte nach dem Zweiten Weltkrieg veröffentlicht, zu einer Zeit, als die Große Depression noch im kollektiven Gedächtnis war. Unter der Regierung Kennedy und den vorangegangenen Eisenhower-Regierungen wuchsen die Staatsausgaben in den Bereichen Landesverteidigung, Sozialfürsorge und Infrastruktur rasch an. Beide großen Parteien, die demokratische und die republikanische, unterstützten die Erhöhung der Ausgaben auf unterschiedliche Weise. Dies, wie auch der New Deal, wurde von den meisten Intellektuellen mit der Begründung der keynesianischen Ökonomie unterstützt. Kapitalismus und Freiheit führt die Idee ein, wie ein wettbewerbsorientierter Kapitalismus dazu beitragen kann, wirtschaftliche Freiheit zu erreichen, und wendet sich gegen eine zu dominante Rolle des Staates in der Wirtschaft.

## Inhalt
Einführung
In der Einleitung werden die Prinzipien von Friedmans archetypischem Liberalen dargelegt, einer Person, welche begrenzte und föderalisierte Regierungsgewalt unterstützt. Friedman entscheidet sich für die kontinentaleuropäische und nicht für die amerikanische Definition des Begriffs Liberalismus im Sinne des Klassischen Liberalismus bzw. Wirtschaftsliberalismus anstatt Linksliberalismus.
I. Die Beziehung zwischen wirtschaftlicher und politischer Freiheit
In diesem Kapitel wirbt Friedman für die wirtschaftliche Freiheit als eine wichtige Voraussetzung für die politische Freiheit. Er argumentiert, dass mit den Produktionsmitteln unter der Schirmherrschaft des Staates echte Meinungsverschiedenheiten und ein echter Gedankenaustausch nahezu unmöglich seien. Darüber hinaus sei die wirtschaftliche Freiheit wichtig, da jede "zweiseitig freiwillige und informierte" Transaktion beiden Parteien der Transaktion zugute käme. Friedman stellt fest, dass die wirtschaftliche Freiheit Minderheiten vor Diskriminierung schütze, da der Markt "ihren Ansichten oder ihrer Hautfarbe" gegenüber gleichgültig sei.
II. Die Rolle des Staates in einer freien Gesellschaft
Nach Ansicht des Autors sollte die Regierung einer liberalen Gesellschaft Recht und Ordnung und Eigentumsrechte durchsetzen sowie Maßnahmen gegen bestimmte allokative, technische und qualitative Monopole ergreifen und negative Effekte verringern. Die Regierung ist einmal wichtig als das Forum, das die Spielregeln bestimmt, und zum anderen als der Schiedsrichter, der über die Regeln wacht. Die Regierung sollte auch die Kontrolle über die Geldemission haben, wie dies in der Verfassung und der Gesellschaft seit langem anerkannt ist.
III. Die Kontrolle über das Geld
Er erörtert die Entwicklung des Geldsystems in Amerika, die im Federal Reserve Act von 1913 gipfelte. Weit davon entfernt, als Stabilisator zu fungieren, habe die Federal Reserve unter mehreren Umständen nicht so gehandelt, wie sie es hätte tun sollen. Friedman schlägt vor, dass die Federal Reserve eine konsistente Regel zur Erhöhung der Geldmenge um 3 bis 5 % pro Jahr haben sollte.
IV. Internationale Finanz- und Handelsvereinbarungen
Dieses Kapitel befürwortet das Ende des Bretton-Woods-Systems der festen Wechselkurse zugunsten eines schwankenden Wechselkurssystems und das Ende aller Währungskontrollen und Handelsschranken, selbst "freiwilliger" Exportquoten. Friedman sagt, dass dies die einzig wahre Lösung für das Problem der Handelsbilanz sei, welche sich bei frei schwankenden Wechselkursen automatisch ausgleichen würde.
V. Finanzpolitik
Friedman argumentiert gegen die ständigen Regierungsausgaben, die dazu da seien, um Schwächen der Privatwirtschaft auszugleichen und der Wirtschaft zu helfen zu wachsen. Die Ausgaben des Staates würden im Gegenteil die Wirtschaft instabiler, nicht stabiler machen. Friedman verwendet konkrete Erkenntnisse aus seiner eigenen Forschung, die zeigen, dass der Anstieg der Staatsausgaben im Gegensatz zur keynesianischen Multiplikatorentheorie nur zu einem etwa gleich großen Anstieg des Bruttoinlandsprodukt führen würde. Verschiedene Gründe für diese Diskrepanz werden diskutiert.
VI. Die Rolle des Staates im Erziehungswesen
Die hier befürwortete Politik sind Gutscheine, die die Schüler für den Unterricht an einer Schule ihrer Wahl verwenden können. Der Autor glaubt, dass jeder in einer Demokratie eine Grundausbildung für die Staatsbürgerschaft benötigt. Obwohl es eine Unterinvestition in das Humankapital gäbe (in Bezug auf die Ausgaben für technische und berufliche Schulen), wäre es ein Fehler von der Regierung, eine kostenlose technische Ausbildung anzubieten. Der Autor schlägt mehrere Lösungen vor, einige private, andere öffentliche, um diese Unterinvestition zu stoppen.
VII. Kapitalismus und Diskriminierung
In einer kapitalistischen Gesellschaft, argumentiert Friedman, koste es viel Geld, zu diskriminieren, und es sei sehr schwierig angesichts der unpersönlichen Natur von Markttransaktionen. Die Regierung sollte jedoch keine Gesetze über faire Beschäftigungspraktiken erlassen (die schließlich im Civil Rights Act of 1964 verankert wurden), da diese die Freiheit behindern würde, jemanden auf der Grundlage der Qualifikationen, die der Arbeitgeber nutzen möchte, zu beschäftigen. Aus dem gleichen Grund sollten die Gesetze über das Recht auf Arbeit abgeschafft werden. Friedman spricht sich für das vollständige Ende der Rassentrennung im Bildungswesen aus, hält staatliche Vorgaben aber nicht für den richtigen Weg, diese zu erreichen.
VIII. Das Monopol und die soziale Verantwortung von Arbeitgebern und Gewerkschaften
Friedman stellt fest, dass es drei Arten von Monopol gibt: öffentliches Monopol, privates Monopol oder öffentliche Regulierung. Keine dieser Alternativen sei wünschenswert oder allgemein vorzuziehen. Monopole kämen aus vielen Quellen, aber diese durch direkte und indirekte staatliche Eingriffe seien die häufigsten, und sie sollten, wo immer möglich, unterbunden werden. Die Doktrin der "sozialen Verantwortung", dass sich die Unternehmen um die Gemeinschaft und nicht nur um den Profit kümmern sollten, sei für das kapitalistische System höchst subversiv und könne nur zum Totalitarismus führen.
IX. Freie Berufswahl und Lizenzen
Friedman nimmt eine radikale Position gegen alle Formen der staatlichen Lizenzierung ein. Die größten Befürworter von Lizenzen in einer Branche seien in der Regel die Menschen in der Branche, die potenzielle Konkurrenten fernhalten wollten. Der Autor definiert Registrierung, Zertifizierung und Lizenzierung und erklärt diese am Beispiel von Ärzten. Es gäbe keine liberale Rechtfertigung für die Zulassung von Ärzten. Laut Friedman führe sie zu einer schlechteren Versorgung und zu einem medizinischen Kartell.
X. Die Einkommensverteilung
Friedman untersucht die progressive Einkommensteuer, die eingeführt wurde, um die Einkommen umzuverteilen, um die Dinge gerechter zu machen, und stellt fest, dass die Reichen in der Tat zahlreiche Schlupflöcher ausnutzen und die Umverteilungseffekte zunichtemachen. Es wäre weitaus gerechter, wenn es eine einheitliche Pauschalsteuer ohne Abzüge gäbe, die die Steuereinnahmen mit einem Satz decken könnte, der nur geringfügig über dem der damaligen niedrigsten Steuerklasse lag.
XI. Sozial- und Wohlfahrtsmaßnahmen
Obwohl sie gut gemeint seien, würden laut Friedman viele Maßnahmen der Sozialfürsorge den Armen nicht so sehr helfen, wie manche glauben. Friedman konzentriert sich in seiner Argumentation auf die staatliche Rentenversicherung (Social Security) als ein besonders großes und ungerechtes System.
XII. Maßnahmen zur Bekämpfung der Armut
Friedman plädiert für eine negative Einkommensteuer, um das Problem der Armut zu lösen, indem allen ein garantiertes Mindesteinkommen gewährt wird, statt der derzeitigen Maßnahmen, die er als fehlgeleitet und ineffizient ansieht.
XIII. Zusammenfassung
Das Fazit des Buches konzentriert sich darauf, wie staatliche Eingriffe immer wieder eine entgegengesetzte Wirkung haben würden. Die meisten guten Dinge in den Vereinigten Staaten und der Welt kämen vom freien Markt, nicht vom Staat, und sie würden dies auch weiterhin tun. Der Staat sollte sich trotz seiner guten Absichten von Bereichen fernhalten, in denen er nicht tätig sein müsste.

## Rezeption
Das Buch Kapitalismus und Freiheit gilt als das erste bedeutende Werk von Friedman und trug wesentlich zu seiner späteren Bekanntheit bei. Das Buch hat zusammen mit einem Großteil von Milton Friedmans Schriften die Bewegung der libertären und konservativen Philosophie in Amerika beeinflusst. Friedmans Philosophie der wirtschaftlichen und individuellen Freiheit hat ähnlich denkende politische Parteien und Bewegungen wie die Libertarian Party und die Tea Party hervorgebracht. Im Jahr 2011 wurde das Buch in die Top 100 der seit 1923 in englischer Sprache verfassten Sachbücher des Time Magazine aufgenommen.
Das Buch hatte auch große und weitreichende Auswirkungen auf den Bereich der politischen Ökonomie in verschiedenen Ländern. Einige von Friedmans Vorschlägen werden vielerorts erprobt und umgesetzt, wie etwa die Flat Tax in Estland (seit 1994) und der Slowakei (seit 2004), ein System freier Wechselkurse, der das Bretton-Woods-System fast vollständig ersetzt hat, und nationale Bildungsgutscheinsysteme in Chile (seit 1981) und Schweden (seit 1992), um nur einige prominente Beispiele zu nennen. Viele andere Ideen sind jedoch kaum berücksichtigt worden, wie das Ende der Lizenzvergabe und die Abschaffung der Körperschaftssteuer.

## Textausgaben
- Capitalism and Freedom. Chicago University Press, Chicago 1962.
  - Kapitalismus und Freiheit. Seewald, Stuttgart-Degerloch 1971; zuletzt Piper, München/Zürich 2004, ISBN 3-492-23962-5.